# 班宁 (加利福尼亚州)
班宁（英語：Banning），是美国加利福尼亚州里弗赛德县下属的一座城市。建市于1913年2月6日，面积大约为23.1平方英里（59.8平方公里）。根据2010年美国人口普查，该市有人口29,603人。